# Indiana (film 1916)
Indiana è un cortometraggio muto del 1916 diretto da Frank Beal.

## Produzione
Il film, che fu prodotto dalla Selig Polyscope Company, venne girato a Lafayette, Indiana con i titoli di lavorazione The Birth of Indiana e Historic Indiana.

## Distribuzione
Distribuito dalla General Film Company, il film uscì nelle sale cinematografiche statunitensi nel giugno 1916.